# 호스트주
호스트주(Khowst Velāyat, 파슈토어: د خوست ولايت, 다리어: ولایت خوست)는 아프가니스탄의 남동부에 있는 주이다. 이전에는 팍티야주의 일부였지만 분리되었다. 주도는 호스트이다.

## 같이 보기
- 3234고지 전투